# Бад Засендорф
Бад Засендорф (њем. Bad Sassendorf) општина је у њемачкој савезној држави Северна Рајна-Вестфалија. Једно је од 14 општинских средишта округа Зоест. Према процјени из 2010. у општини је живјело 11.585 становника. Посједује регионалну шифру (AGS) 5974008.

## Географски и демографски подаци
Бад Засендорф се налази у савезној држави Северна Рајна-Вестфалија у округу Зоест. Општина се налази на надморској висини од 107 метара. Површина општине износи 63,4 km². У самом мјесту је, према процјени из 2010. године, живјело 11.585 становника. Просјечна густина становништва износи 183 становника/km².

## Међународна сарадња
| Мјесто | Држава   | Врста сарадње | Од    |
| ------ | -------- | ------------- | ----- |
| Гаминг | Аустрија | партнерство   | 1986. |
| Извор  |          |               |       |